# Calliaspis brevicornis
Calliaspis brevicornis is een keversoort uit de familie bladkevers (Chrysomelidae). De wetenschappelijke naam van de soort werd in 1905 gepubliceerd door Spaeth.